# Kinwarton
Kinwarton – wieś w Anglii, w hrabstwie Warwickshire, w dystrykcie Stratford-on-Avon. Leży 17 km na zachód od miasta Warwick i 142 km na północny zachód od Londynu. W 2001 miejscowość liczyła 2061 mieszkańców.